# アテーナイのアポロドーロス
アテーナイのアポロドーロス（アテナイのアポロドロス、ギリシア語: Απολλόδωρος ο Αθηναίος, Apollodōros, 英: Apollodorus of Athens, 紀元前180年頃 - 紀元前120年以降）は、ヘレニズム期ギリシアの著述家・文法学者。

## 人物
医師アスクレピアデスの子。ストア派の哲学者であるバビロニアのディオゲネス、パナイティオス、ならびに文法学者のサモトラケのアリスタルコスの弟子だった。紀元前146年頃、アレクサンドリアを離れ（あるいは追放され）、おそらくペルガモンで長く過ごした後、アテーナイに定住した。

## 著作
アポロドーロスには以下の著作があった。
- 『年代記』（Χρονικά） - 紀元前12世紀のイリオス（トロイ）の滅亡からおおよそ紀元前143年（後に紀元前109年まで延長されたが）を詩で語ったギリシアの歴史。エラトステネスの作品群に基づいている。書かれた年はアテーナイのアルコン（高級執政官）への言及から推定される。ほとんどのアルコンの任期は1年で、研究家たちはアポロドーロスがそれを書いた年をつきとめようとした。詩は滑稽な三歩格で書かれていて、アッタロス2世に献呈された。
- 『神々について』（Περι θεων） - 詳細なギリシア宗教史で、ピロデモスら後世の著作家の情報源となった。
- ホメロスの軍船カタログ（英語版）（『イリアス』第2歌の494行から759行を指す）に関する12巻の散文。エラトステネスやスケプシスのデメトリオス（英語版）の著作に基づく。ホメロスの地理学とその時代に何が変わったかを扱っている。ストラボンの著書『地理誌』の8巻から10巻はアポロドーロスのこの著作に依っている。

アポロドーロスが書いたと思われる著作には、語源学の初期のもの、コスのエピカルモスやソプロンという詩人の分析などがある。アポロドーロスは他にも多数の批評本、文法学の本を書いたが、それらは現存していない。

## 『ビブリオテーケー』の作者
『ビブリオテーケー（ギリシア神話）』の作者である「アポロドーロス」は、かつては本項のアポロドーロスと同一視されていた。